# Vincenzo Galdi
 (juin 2016).

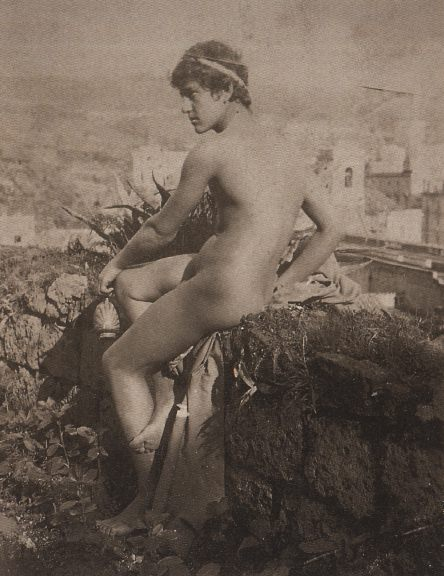
Vincenzo Galdi photographié par Guglielmo Plüschow à Pausilippe, Naples, vers 1895.

Vincenzo Galdi (Naples, 1871 - Rome, 1961) est un photographe et modèle italien.

## Biographie
Vincenzo Galdi est connu pour ses photographies de nus artistiques au début du XXe siècle. Il commença comme modèle, amant et élève du photographe Guglielmo Plüschow. Impliqué dans la condamnation de ce dernier en 1907, comme coauteur de production « outrageante pour la morale », il cessa théoriquement sa production photographique à cette époque pour ouvrir une galerie d'art à Rome, Via del Babouin, faisant suite à son installation de 1900 à 1907 via Sadergna, non loin de son maître.
Sa production personnelle est plus pornographique, selon les normes de l'époque, que celle de son maître, bien que ses créations se confondent souvent avec celle de Plüschow, avec les mêmes modèles et la même inspiration. Galdi à en outre autant, si ce n'est plus, photographié le corps des jeunes filles que celui des garçons par lesquels sa réputation fut artistiquement et solidement établie. Il est considéré aujourd'hui comme le troisième élément indissociable des photographes homoérotiques renommés d'Italie à la fin du XIXe et du début du XXe siècle, avec Wilhelm von Gloeden et Guglielmo Plüschow.